# Rhynchopyga discalba
Rhynchopyga discalba là một loài bướm đêm thuộc phân họ Arctiinae, họ Erebidae.